# 济宁广播电视台
济宁广播电视台创立于2012年，是中华人民共和国山东省一家以济宁市为播出地区的广播电视播出机构，也是中共济宁市委、济宁市人民政府的喉舌。其中，济宁电视台创办于1986年，济宁人民广播电台创办于1986年12月20日。

## 电视频道
- 综合频道 (主频)
- 生活频道
- 教育频道
- 公共频道

## 广播频率
- 新闻广播（AM666 FM101.8）
- 生活广播（AM1116 FM107.0）
- 交通广播（AM801 FM104.2）[2]